# Superbarrio

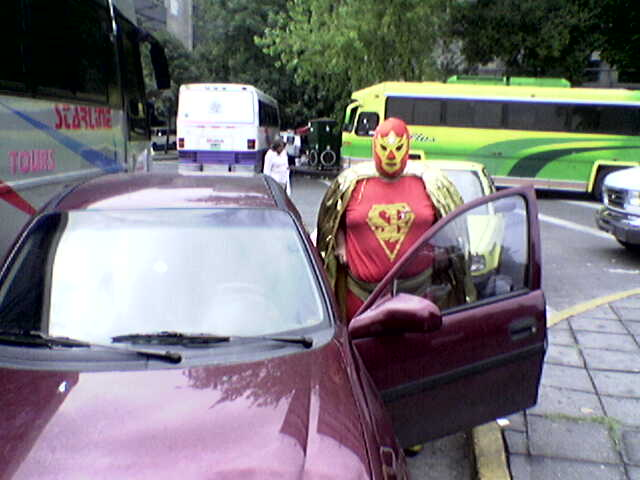
Superbarrio Gómez, Mexico-Stad, 30-07-2006

Superbarrio Gómez is een superheld uit Mexico-Stad die, gekleed in een superpak en gemaskerd, onrechtvaardigheid en corruptie bestrijdt. Superbarrio is gemodelleerd naar de helden van de lucha libre, het in Mexico zeer populaire worstelen. Hij is een held voor veel armen in Mexico-Stad. Superbarrio betekent "superbuurt". 
Zijn echte identiteit was lange tijd niet bekend. Naar het scheen was hij oorspronkelijk een straatverkoper. Hij heeft geen superkrachten, maar organiseert petities, spant rechtszaken aan en leidt protestbijeenkomsten. "Ik kan geen treinen of vliegtuigen met een hand tegenhouden, maar ik kan wel voorkomen dat mensen hun huis uit worden gezet." Door zijn echte identiteit te verbergen, zet hij de traditie voort van zijn gemaskerde collega's Gouden Masker, Zorro en El Santo. Ook een vergelijking met de eveneens gemaskerde Zapatistas dringt zich op.
Bij de controversiële presidentsverkiezingen van 1988 kreeg Superbarrio als write-inkandidaat een aantal stemmen, waaronder die van Cuauhtémoc Cárdenas, zelf kandidaat voor het presidentschap. Superbarrio heeft ook een aantal keer als write-inkandidaat deelgenomen aan de Amerikaanse presidentsverkiezingen. In de late jaren '90 zette hij zijn activiteiten op een wat lager pitje en maakte hij zijn identiteit bekend; het bleek dat hij eigenlijk Marco Rascón heet. Sinds 2000 baat hij een visrestaurant in Mexico-Stad uit.